# Emma Errico
Raffaella Emma Errico (Savona, Italia, 21 de marzo de 1994) es una futbolista italiana. Juega como centrocampista y actualmente milita en el Genoa C. F. C. de la Serie B de Italia.

## Trayectoria
Nacida en Liguria de padres procedentes de Grumo Nevano (Nápoles), Errico comenzó su carrera en 2008, en las filas del Amicizia Lagaccio de Génova. En 2014 fichó por el Cuneo, con el que debutó en Serie A, el máximo nivel del fútbol femenino en Italia. Permaneció en el club piamontés hasta 2017, ganando un campeonato de Serie B (segunda división) en 2016. Posteriormente, firmó libre con el San Zaccaria de Rávena; después de una temporada con las blanquirojas, fue transferida al Tavagnacco y, el año siguiente, al Sassuolo. En julio de 2020, volvió a la tierra de su familia, fichando por el Napoli Femminile. Tras una breve experiencia en las filas del Hellas Verona, en enero de 2022 regresó al Napoli.

## Clubes
| Club                | País   | Año         |
| ------------------- | ------ | ----------- |
| Amicizia Lagaccio   | Italia | 2008 - 2014 |
| Cuneo               | Italia | 2014 - 2017 |
| San Zaccaria        | Italia | 2017 - 2018 |
| Tavagnacco          | Italia | 2018 - 2019 |
| Sassuolo            | Italia | 2019 - 2020 |
| Napoli Femminile    | Italia | 2020 - 2021 |
| Women Hellas Verona | Italia | 2021 - 2022 |
| Napoli Femminile    | Italia | 2022        |
| Parma               | Italia | 2022 - 2023 |
| Genoa               | Italia | 2023 - act. |

## Palmarés

### Campeonatos nacionales
| Título  | Club             | País   | Año         |
| ------- | ---------------- | ------ | ----------- |
| Serie B | Cuneo C. F.      | Italia | 2015 - 2016 |
| Serie B | Napoli Femminile | Italia | 2019 - 2020 |